# El hombre invisible (novela)
El hombre invisible es una novela publicada por el escritor estadounidense Ralph Ellison en 1952. Trata de las cuestiones sociales e intelectuales que preocupaban a los afroamericanos al principio del siglo veinte, incluyendo el nacionalismo negro, las relaciones entre la identidad negra y el marxismo, las políticas de Booker T. Washington y otras reformistas y, sobre todo, los temas de la individualidad y la identidad. 
Ganadora del National Book Award for Fiction en 1953, en 1998, fue nombrado una de las mejores novelas del siglo XX por Modern Library. Asimismo, en 2005, la revista Time incluye la novela en su lista de novelas escritas en inglés.

## Argumento
La historia es narrada en primera persona por un protagonista anónimo que dice que es una persona invisible. Explica que la invisibilidad es una metáfora por la ceguera de la sociedad con respecto a su singularidad como individuo. 
La trama desarrolla su historia como estudiante inteligente del sur, trabajador en Nueva York, revolucionista por un grupo que se llama The Brotherhood (La Fraternidad), y finalmente un hombre hastiado y aislado en cuclillas en el sótano de un edificio de apartamentos.